# 이광국 (영화 감독)

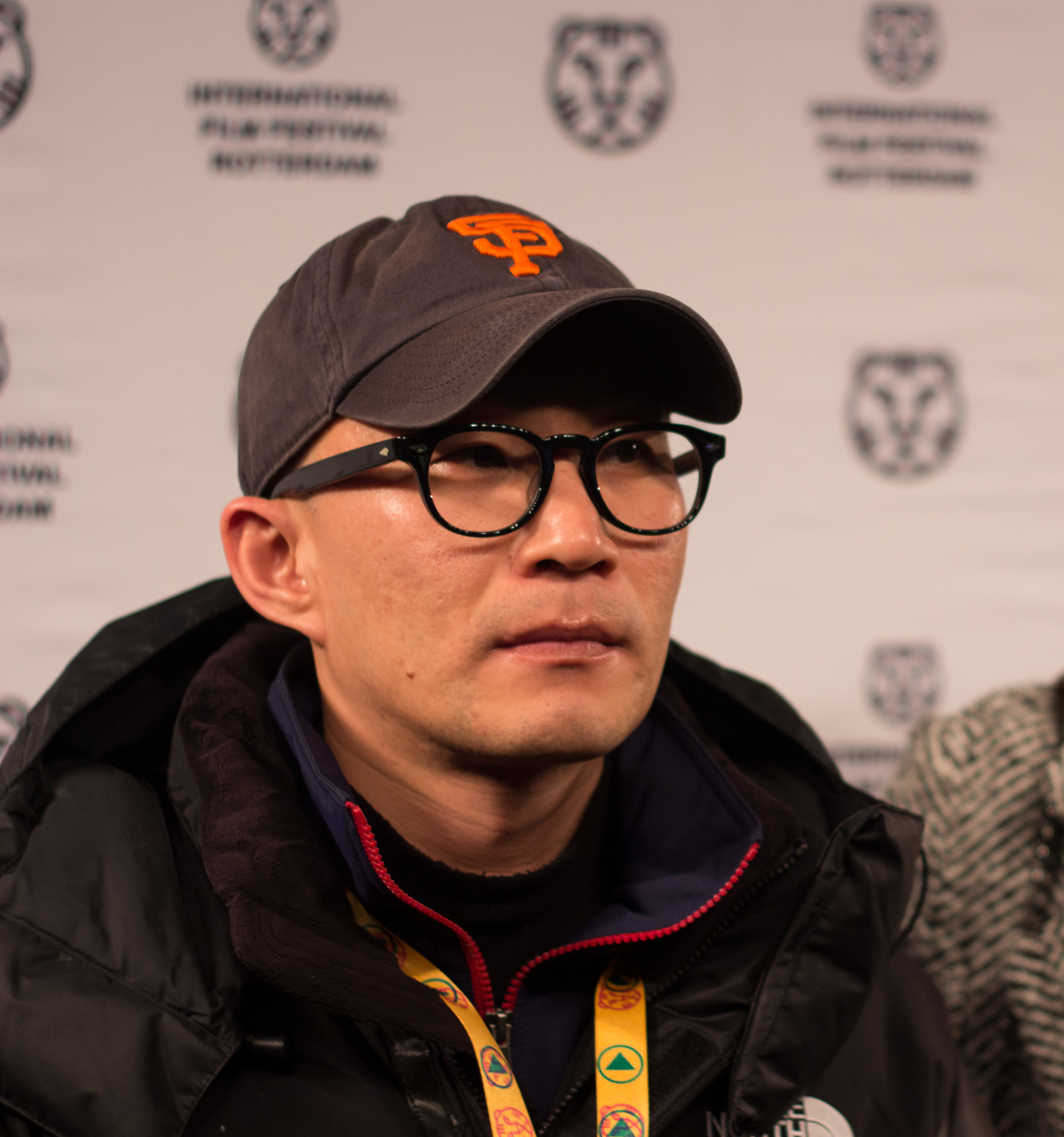
이광국

이광국(1975년 ~ )은 대한민국의 영화 감독이자 각본가이다. 홍상수의 전 조감독으로 일했던 인디 영화 제작자이며 2011년 로맨스 조로 데뷔했다. 그 뒤로 2014년 영화 꿈보다 해몽, 2017년 영화 호랑이보다 무서운 겨울손님을 감독했다.

## 참여 작품
- 극장전
- 해변의 여인
- 잘 알지도 못하면서
- 하하하
- 로맨스 조
- 말로는 힘들어
- 꿈보다 해몽
- 시선사이 - 소주와 아이스크림
- 호랑이보다 무서운 겨울손님
- 동에 번쩍 서에 번쩍